# Kim Wan Su
Kim Wan Su (kor. 김완수, ur. 10 maja 1939) – obecny wiceprzewodniczący Najwyższego Zgromadzenia Ludowego KRLD, parlamentu Korei Północnej. Zanim objął obecne stanowisko, do września 2009 roku, przez pięć miesięcy pełnił funkcję ministra finansów. Zanim został szefem resortu finansów, był wiceministrem. Wcześniej, od października 2004 roku był także szefem Banku Centralnego Korei Północnej. Zastąpił na tym stanowisku Jang Sŏng T’aeka, byłego wiceprzewodniczącego nieistniejącej Komisji Obrony Narodowej, najważniejszego organu w systemie politycznym Korei Północnej.
Kim Wan Su jest również dyrektorem Sekretariatu Komitetu Centralnego Socjaldemokratycznej Partii Korei.